# Мадемуазель Буасьер за вязанием
«Мадемуазель Буасьер за вязанием» (фр. Mademoiselle Boissière à tricoter) — картина французского художника-импрессиониста Гюстава Кайботта (фр. Gustave Caillebotte), созданная им в 1877 году. Хранится в Музее изящных искусств (Хьюстон, США). Выполнена маслом на холсте. Размер — 65,1 × 80 см. 

## Описание
«Мадемуазель Буасьер за вязанием» — одна из первых работ, написанная Гюставом Кайботтом в стиле импрессионизма. На картине изображена пожилая родственница художника. Дама сидит на деревянном стуле с высокой резной спинкой. Она слегка склонилась над рукоделием и терпеливо вяжет свой непростой узор, полностью погрузившись в работу. Лицо дамы кажется сосредоточенным и неподвижным. В её руках длинная деревянная спица с белым кружевом. Дама одета во всё чёрное. Вероятно, она в трауре, и вязание стало для неё единственным  утешением. На глянцевом столе лежит  открытая шкатулка с клубком белой пряжи. Из-за неё выступает стул бледно-зелёного оттенка с изогнутой спинкой. Угол комнаты занимает небольшой секретер, украшенный позолотой. На стенах обои с крупным цветочным рисунком. Большой красно-оранжевый стол и узоры на стенах делают комнату визуально маленькой. Свет скользит по седым волосам дамы и едва касается её лба. Она сидит одна в этой маленькой комнате, в этом замкнутом пространстве.
Картина «Мадемуазель Буасьер за вязанием» отличается от работ других художников-импрессионистов более естественными оттенками, нейтральными тонами и вниманием к перспективе пространства. Художник внимательно отслеживает детали, начиная с отдалённых предметов обстановки и заканчивая текстурой кожи на лице и руках женщины. Кайботт часто писал домашние сцены, портреты, интерьеры. Ряд работ он посвятил собственной семье.